# Draft d'expansion NBA 1966
La draft d'expansion NBA de 1966 est le deuxième projet d'expansion de la National Basketball Association (NBA), organisé les 30 avril 1966 et 1er mai 1966. Elle s'est déroulée à l'occasion de la création de la franchise des Bulls de Chicago qui ont acquis des joueurs pour la saison 1966-1967. Les Bulls sont la troisième franchise de la NBA à jouer dans la ville de Chicago, après les Stags de Chicago, qui ont disparu en 1950, et les Packers-Zephyrs Chicago qui ont déménagé à Baltimore et sont devenus les Bullets de Baltimore en 1963.
Lors d'une draft d'expansion de la NBA, les nouvelles équipes sont autorisés à acquérir des joueurs des équipes précédemment établies dans la ligue, sachant que chaque équipe peut protéger un certain nombre de joueurs pour la sélection. Avant le projet d’expansion de 1966, le manager général des Bulls, Dick Klein, a demandé à chaque franchise de réduire le nombre de joueurs protégés de huit (comme prévu initialement) à sept joueurs. En échange, il a accepté de choisir en dernier (au lieu du premier) dans chaque tour de la draft 1966.
Les Bulls ont sélectionné dix-huit joueurs non protégés, deux de chacune des neuf autres équipes de la NBA. Le premier jour de la draft, ils ont choisi des joueurs des équipes de la division Est, puis le deuxième jour, ils ont choisi des équipes de la division Ouest. Les sélections des Bulls comprennent l’ancien premier choix de draft Bob Boozer, le triple All-Star Johnny Kerr et Len Chappell. Kerr a pris sa retraite avant le début de la saison et a été nommé plus tard, premier entraîneur en chef de la franchise. Un autre choix, Al Bianchi, a également pris sa retraite en tant que joueur et a plus tard été nommé entraîneur adjoint de l’équipe. Dick Klein avait initialement prévu d’embaucher Kerr et Bianchi comme entraîneurs avant même que la draft ait lieue, mais comme ils étaient encore sous contrat avec d’autres équipes, Klein devait les sélectionner au lieu de les embaucher. Dix joueurs de la draft d’expansion ont rejoint les Bulls pour leur saison inaugurale, mais seulement six ont joué plus d’une saison pour l’équipe. Guy Rodgers, que les Bulls ont acquis en échange de Jim King et de Jeff Mullins, et Jerry Sloan ont été nommés au NBA All-Star Game 1967, devenant les premiers All-Stars de la franchise,.
Sloan a joué dix saisons avec les Bulls et est devenu le leader de la franchise des Bulls en nombre de matchs joués quand il a pris sa retraite en 1976, un record qui a depuis été battu par Michael Jordan et Scottie Pippen. Il a ensuite été entraîneur des Bulls de 1979 à 1982 et, en 1988, il a ensuite entrepris une carrière d’entraîneur avec le Jazz de l'Utah qui a duré 23 ans. Depuis, Sloan a été intronisé au Naismith Memorial Basketball Hall of Fame à titre d’entraîneur, tout comme John Thompson. Ce dernier n’a jamais travaillé pour les Bulls à quelque titre que ce soit, mais il a réussi comme entraîneur à l’Université de Georgetown,.

## Sélections
| + | Signale un joueur qui a été sélectionné pour au moins un match annuel NBA All-Star Game |

| Joueur         | Poste             | Nationalité | Équipe précédente         | Années d'expérience en NBA | Saisons avec la franchise | Réf.   |
| -------------- | ----------------- | ----------- | ------------------------- | -------------------------- | ------------------------- | ------ |
| John Barnhill  | Meneur Arrière    | États-Unis  | Pistons de Détroit        | 4                          | —                         | [ 13 ] |
| Al Bianchi     | Arrière           | États-Unis  | 76ers de Philadelphie     | 10                         | —                         | [ 14 ] |
| Ron Bonham     | Ailier            | États-Unis  | Celtics de Boston         | 2                          | —                         | [ 15 ] |
| Bob Boozer+    | Ailier fort       | États-Unis  | Lakers de Los Angeles     | 6                          | 1966-1969                 | [ 16 ] |
| Nate Bowman    | Pivot             | États-Unis  | Royals de Cincinnati      | 0                          | 1966                      | [ 17 ] |
| Len Chappell+  | Ailier fort Pivot | États-Unis  | Knicks de New York        | 4                          | 1966                      | [ 18 ] |
| Barry Clemens  | Ailier fort       | États-Unis  | Knicks de New York        | 1                          | 1966-1969                 | [ 19 ] |
| Keith Erickson | Arrière Ailier    | États-Unis  | Warriors de San Francisco | 1                          | 1966-1968                 | [ 20 ] |
| Johnny Kerr+   | Ailier fort Pivot | États-Unis  | Bullets de Baltimore      | 12                         | —                         | [ 21 ] |
| Jim King+      | Meneur Arrière    | États-Unis  | Lakers de Los Angeles     | 3                          | —                         | [ 22 ] |
| Don Kojis+     | Ailier            | États-Unis  | Pistons de Détroit        | 3                          | 1966-1967                 | [ 23 ] |
| McCoy McLemore | Ailier fort Pivot | États-Unis  | Warriors de San Francisco | 2                          | 1966-1968                 | [ 24 ] |
| Jeff Mullins+  | Arrière Ailier    | États-Unis  | Hawks de Saint-Louis      | 2                          | —                         | [ 25 ] |
| Jerry Sloan+   | Arrière Ailier    | États-Unis  | Bullets de Baltimore      | 1                          | 1966-1976                 | [ 26 ] |
| Tom Thacker    | Arrière Ailier    | États-Unis  | Royals de Cincinnati      | 3                          | —                         | [ 27 ] |
| John Thompson  | Ailier fort       | États-Unis  | Celtics de Boston         | 2                          | —                         | [ 28 ] |
| Gerry Ward     | Arrière           | États-Unis  | 76ers de Philadelphie     | 1                          | 1966-1967                 | [ 29 ] |
| Jim Washington | Ailier fort Pivot | États-Unis  | Hawks de Saint-Louis      | 3                          | 1966-1969                 | [ 30 ] |